# ACTIVE MAGAZINE
『ACTIVE MAGAZINE』（アクティブマガジン）は、2003年1月から2004年12月24日までびわ湖放送で放送されていたバラエティ番組。平和商事の一社提供。放送時間は毎週土曜 24:25 - 25:20。

## 概要
番組のコンセプトは「遊びの研究」で、パチンコ台新機種の紹介など、パチンコ関連の企画をメインにしていた。他に、映画関係者や音楽関係者を招いて彼らから最新のエンターテインメント情報を聞き出すコーナー、大学生たちの生活環境を紹介するコーナー、デジタルカメラを持って人気のスポットや開店したばかりの飲食店を調査するコーナーも設けていた。
この番組は毎日広告社の製作番組であり、びわ湖放送は制作協力という形で携わっていた。

## 出演者
- 長原成樹
- 福本沙紀